# Parc national de Satpura

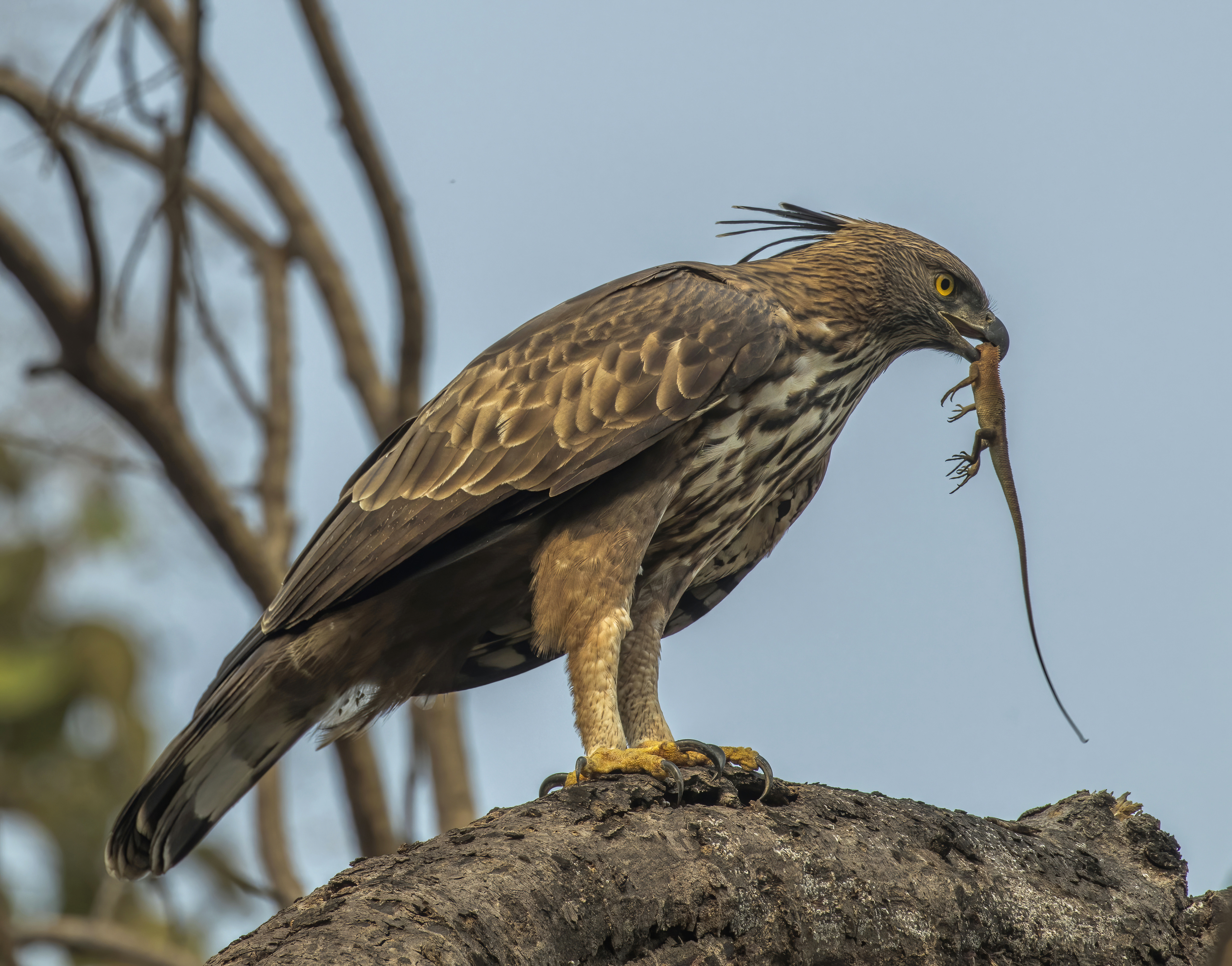
Un aigle huppé se régalant d'un lézard dans le parc national de Satpura. Novembre 2017.

Le parc national de Satpura est situé dans l'État du Madhya Pradesh en Inde. Il est situé dans le massif des Satpura, et on y trouve notamment des panthères et des tigres.